# Петровский Хутор (Тульская область)
Петровский Хутор — деревня в Тёпло-Огарёвском районе Тульской области в составе сельского поселения Волчье-Дубравское.

## География
Деревня находится в южной части Тульской области на расстоянии приблизительно 1 км на юг от посёлка Тёплое, административного центра района.

## История
В 1926 году здесь (деревня Крапивенского уезда Тульской губернии) было учтено 24 двора, в 1939 году — 20.

## Население
Постоянное население деревни составляло 125 человек (1926 год), 52 (русские 100 %) в 2002 году, 44 в 2010.